# Section (biologie)
Pour les articles homonymes, voir Section.
En biologie, une section est un taxon placé à un rang taxonomique différent en botanique et en zoologie.
En botanique, c'est un taxon de bas niveau, placé entre le genre et l'espèce. On utilise la section pour organiser les genres les plus importants, qui peuvent regrouper des centaines d'espèces,.
En zoologie, le Code international de nomenclature zoologique le définit comme :
1. un taxon de bas niveau, supposé être inférieur au genre lorsqu'il est subordonné à genre ou à un sous-genre (Article 10.4) :
2. un taxon de haut niveau, synonyme de division, c'est-à-dire placé entre le règne et la classe.

Néanmoins, pour des raisons historiques, il est utilisé de manière informelle en entomologie pour désigner un taxon obsolète — placé entre l'ordre et la famille à l'instar de Orthorrhapha Brauer, 1863.

## Autres rangs taxinomiques
Les rangs taxonomiques utilisés en systématique linnéenne pour indiquer la hiérarchie entre les taxons nommés dans la classification du monde vivant sont les suivants (par ordre décroissant) :
- Super-règne, Empire, Domaine (Superregnum, Imperium, Dominium)
- Règne (Regnum)
- Sous-règne (Subregnum)
- Rameau (Ramus, « branch » en anglais)
- Infra-règne (Infraregnum)
  - Super-embranchement, Super-division (Superphylum, Superdivisio)
  - Embranchement, Division (Phylum, Divisio)[6]
  - Sous-embranchement, Sous-division (Subphylum, Subdivisio)
  - Infra-embranchement (Infraphylum)
  - Micro-embranchement (Microphylum)
    - Super-classe (Superclassis)
    - Classe (Classis)
    - Sous-classe (Subclassis)
    - Infra-classe (Infraclassis)
      - Super-ordre (Superordo)
      - Ordre (Ordo)
      - Sous-ordre (Subordo)
      - Infra-ordre (Infraordo)
      - Micro-ordre (Microordo)
        - Super-famille (Superfamilia)
        - Famille (Familia)
        - Sous-famille (Subfamilia)
        - Super-tribu (Supertribus)
        - Tribu (Tribus)
        - Sous-tribu (Subtribus)
          - Genre (Genus)
          - Sous-genre (Subgenus)
          - Section (Sectio)
          - Sous-section (Subsectio)
            - Espèce (Species)
            - Sous-espèce (subspecies) – dernier rang zoologique officiel[7]
            - Variété (varietas) – race étant un rang zoologique informel[7]
            - Sous-variété (subvarietas) – sous-race étant un rang zoologique informel[7]
            - Forme (forma) dernier rang en mycologie – forme étant un rang zoologique informel
            - Sous-forme (subforma)